# マイク・スウィック
マイク・"クイック"・スウィック（Mike "Quick" Swick、1979年6月19日 - ）は、アメリカ合衆国の男性総合格闘家。テキサス州ヒューストン出身。タイ王国・プーケット県在住。AKAタイランド主宰。
UFCへの登竜門的テレビ番組「The Ultimate Fighter」シーズン1出身の選手である。

## 来歴
8歳でテコンドーを始め、その後はキックボクシング、ムエタイ、ブラジリアン柔術を習得し、総合格闘技へと移行した。
2004年1月16日、WEC世界ミドル級王座決定戦でクリス・リーベンと対戦。打ち合いの末、カウンターの左フックでKO負けを喫し王座獲得に失敗した。

### TUF
2005年1月、リアリティ番組「The Ultimate Fighter」シーズン1に参加。シーズンではライトヘビー級選手としてランディ・クートゥア率いるチーム・クートゥアに所属した。同じチームのクリス・リーベンとは、過去の敗戦（WEC 9）のことを突かれて揉める場面も見られた。
シーズンでは終盤まで生き残ったが、自身初のエリミネイションバウトとなるライトヘビー級トーナメント準決勝でステファン・ボナーに一本負けし、フィナーレを目前にしてシーズンから脱落した。
2005年4月9日、UFCデビュー戦となるThe Ultimate Fighter 1 Finaleでアレックス・ショーナウアーと対戦し、KO勝ち。以降、階級をミドル級へ下げてUFCに本格参戦を果たした。

### UFC
2005年8月6日のUltimate Fight Night 1でKO勝ちを収めるなど、キレのある打撃を武器とし、UFCで4連勝を挙げた。ジョー・リッグス、デビッド・ロワゾーといったミドル級の強豪を破り、一時はUFC世界ミドル級王者アンデウソン・シウバへの挑戦者第一候補と目されていた。
2007年4月8日、地元開催となったUFC 69で岡見勇信と対戦し、0-3の判定負け。試合後のインタビューで、階級を一つ下のウェルター級に落とすことを示唆した。
2007年9月19日のUFC Fight Night: Thomas vs. Florianでジョナサン・グレとのウェルター級転向後の復帰戦が予定されていたが、怪我により欠場になった。
2008年1月23日、ウェルター級転向初戦となったUFC Fight Night: Swick vs. Burkmanでジョシュ・バークマンと対戦し、2-0の判定勝ち。
2009年6月13日、UFC 99でベン・ソーンダースと対戦し、スタンドパンチ連打でTKO勝ち。ノックアウト・オブ・ザ・ナイトを受賞した。9月19日、UFC 103でマルティン・カンプマンと対戦予定であったが負傷により欠場となった。11月14日、UFC 105でダン・ハーディーと対戦し、0-3の判定負けを喫した。
2010年2月6日、UFC 109でパウロ・チアゴと対戦し、右フックでダウンを奪われるとダースチョークで絞め落とされ一本負けを喫した。以降は、食道痙攣を患いオクタゴンから離れた。
2012年8月4日、2年6か月ぶりの復帰戦となったUFC on FOX 4でダマルケス・ジョンソンと対戦し、パウンドでKO勝ち。ノックアウト・オブ・ザ・ナイトを受賞した。
2015年7月11日、2年7か月ぶりの復帰戦となったUFC 189でアレックス・ガルシアと対戦し、0-3の判定負け。2連敗となり試合後に引退を表明した。

## 戦績
| 総合格闘技 戦績 | 総合格闘技 戦績 | 総合格闘技 戦績 | 総合格闘技 戦績 | 総合格闘技 戦績 | 総合格闘技 戦績 | 総合格闘技 戦績 |
| --------------- | --------------- | --------------- | --------------- | --------------- | --------------- | --------------- |
| 21 試合         | (T)KO           | 一本            | 判定            | その他          | 引き分け        | 無効試合        |
| 15 勝           | 8               | 3               | 4               | 0               | 0               | 0               |
| 6 敗            | 2               | 1               | 3               | 0               | 0               | 0               |

| 勝敗 | 対戦相手                       | 試合結果                            | 大会名                                            | 開催年月日     |
| ×    | アレックス・ガルシア           | 5分3R終了 判定0-3                   | UFC 189: Mendes vs. McGregor                      | 2015年7月11日  |
| ×    | マット・ブラウン               | 2R 2:31 KO（右ストレート→パウンド） | UFC on FOX 5: Henderson vs. Diaz                  | 2012年12月8日  |
| ○    | ダマルケス・ジョンソン         | 2R 1:20 KO（パウンド）              | UFC on FOX 4: Shogun vs. Vera                     | 2012年8月4日   |
| ×    | パウロ・チアゴ                 | 2R 1:54 ダースチョーク              | UFC 109: Relentless                               | 2010年2月6日   |
| ×    | ダン・ハーディー               | 5分3R終了 判定0-3                   | UFC 105: Couture vs. Vera                         | 2009年11月14日 |
| ○    | ベン・ソーンダース             | 2R 3:47 TKO（スタンドパンチ連打）   | UFC 99: The Comeback                              | 2009年6月13日  |
| ○    | ジョナサン・グレ               | 1R 0:33 TKO（パウンド）             | UFC: Fight for the Troops                         | 2008年12月10日 |
| ○    | マーカス・デイヴィス           | 5分3R終了 判定2-1                   | UFC 85: Bedlam                                    | 2008年6月7日   |
| ○    | ジョシュ・バークマン           | 5分3R終了 判定2-0                   | UFC Fight Night: Swick vs. Burkman                | 2008年1月23日  |
| ×    | 岡見勇信                       | 5分3R終了 判定0-3                   | UFC 69: Shootout                                  | 2007年4月7日   |
| ○    | デビッド・ロワゾー             | 5分3R終了 判定3-0                   | UFC 63: Hughes vs. Penn                           | 2006年9月23日  |
| ○    | ジョー・リッグス               | 1R 2:19 フロントチョーク            | UFC 60: Hughes vs. Gracie                         | 2006年5月27日  |
| ○    | スティーブ・ヴィニョー         | 1R 2:09 フロントチョーク            | UFC 58: USA vs. Canada                            | 2006年3月4日   |
| ○    | ギデオン・レイ                 | 1R 0:22 TKO（左フック→パウンド）    | Ultimate Fight Night 1                            | 2005年8月6日   |
| ○    | アレックス・ショーナウアー     | 1R 0:20 KO（パンチ）                | The Ultimate Fighter 1 Finale                     | 2005年4月9日   |
| ×    | クリス・リーベン               | 2R 0:45 KO（左フック）              | WEC 9: Cold Blooded 【WEC世界ミドル級王座決定戦】 | 2004年1月16日  |
| ○    | ブッチ・ベーコン               | 1R 0:26 KO（パンチ連打）            | Shootbox 1                                        | 2003年8月23日  |
| ○    | 宇良健吾                       | 3R 0:31 KO（膝蹴り）                | WEC 6: Return of a Legend                         | 2003年3月27日  |
| ○    | ジェームス・ゲイバート         | 5分3R終了 判定3-0                   | WEC 4: Rumble Under the Sun                       | 2002年8月31日  |
| ○    | ジェームス・ホワイトフィールド | 1R 1:15 TKO（パンチ連打）           | NSFC: NW Submission Fighting 1                    | 2002年5月4日   |
| ○    | ビクター・ベル                 | 1R 2:10 チョークスリーパー          | Power Ring Warriors                               | 1998年11月7日  |

## 表彰
- ブラジリアン柔術 紫帯
- UFC ノックアウト・オブ・ザ・ナイト（2回）